# Rhett & Link
Rhett & Link – duet amerykańskich komików z Karoliny Północnej, który tworzą: Rhett James McLaughlin (ur. 11 października 1977) i Charles Lincoln „Link” Neal III (ur. 1 czerwca 1978). Nazywani przez siebie samych „Internetainers” (utworzone przez nich słowo z połączenia słów Internet i rozrywka), znani są z m.in. swoich satyrycznych piosenek, krótkich skeczy, dziesięcioodcinkowego programu telewizyjnego Rhett & Link: Commercial Kings (pol.: Rhett i Link: Królowie Reklamy), oraz z ich porannego talk-show Good Mythical Morning.
Duet prowadzi parę kont w serwisie YouTube, włączając w to kanał Rhett & Link (ponad 4 miliony subskrypcji i około 650 milionów wyświetleń), oraz Good Mythical Morning (ponad 14 milionów subskrypcji i ponad 2,5 miliarda wyświetleń), talk-show, którego odcinki publikowane są w dni robocze o godzinie 12 polskiego czasu. Kanał znajduje się obecnie na 45 miejscu najbardziej subskrybowanych kanałów na YouTube (27 lipca 2016). Trzeci kanał, Good Mythical MORE (ponad 2,5 miliona subskrypcji i około 330 milionów wyświetleń) zawiera serię określoną jako „the show after the show” (pol. show po głównym show), a odcinki publikowane są zaraz po głównym epizodzie Good Mythical Morning.
Najpopularniejszymi filmami na kanale Rhett & Link są: „Epic Rap Battle: Nerd vs. Geek” (opublikowany 3 października 2013) z ponad 30 milionami odtworzeń, „My OCD (Song)” (opublikowany 17 czerwca 2014) (blisko 27 milionów odtworzeń) oraz „2 Guys 600 Pillows (Backwards) – Rhett & Link” (opublikowany 14 września 2010) z ponad 20 milionami wyświetleń.
3 najbardziej oglądane filmy na kanale Good Mythical Morning to: „Eating a Scorpion – Bug War Challenge” (opublikowany 28 marca 2014) z ponad 23 milionami wyświetleń, „The Most Amazing Optical Illusions on the Internet” (opublikowany 18 marca 2013) (ponad 21 milionów wyświetleń oraz „Making Real Food w/ Play-Doh Toys” (opublikowany 11 listopada 2014) – ponad 17 milionów wyświetleń.
10 rocznica publikacji pierwszego materiału na kanale Rhett & Link wypadła 24 lipca 2016.

## Wczesne lata i życie prywatne
Rhett i Link poznali się w 1984 roku, na początku pierwszej klasy podstawowej, w Buies Creek. Obydwaj musieli zostać na przerwie w klasie za rysowanie po ławkach i kolorować mityczne stworzenia (stąd nazwa ich show, Good Mythical Morning/GMM).
W wieku lat czternastu napisali swój pierwszy scenariusz pt. Gutless Wonders (pol.: Tchórzliwi Geniusze) i zaczęli kręcić film na jego postawie, jednakże powstało tylko parę ujęć i obraz nigdy nie został ukończony. Scenariusz był czytany w wielu epizodach GMM.
W 1994 roku nakręcili 25-minutowy film parodiujący grecką tragedię Króla Edypa, gdzie Rhett grał jako Edyp, a Link był sługą jego ojca.
Dzielili ze sobą pokój podczas studiowania inżynierii na Uniwersytecie stanowym Karoliny Północnej (ang. North Carolina State University) i pracowali w swoim zawodzie przez krótki czas, niedługo po ukończeniu studiów zajęli się amatorskim tworzeniem filmów. Posiadanie jednego z największych kanałów na YouTube to obecnie jedyne źródło ich dochodów.
W 2012 Rhett i Link zostali umiejscowieni na 22 miejscu listy Business Insider, 25 Most Creative People in Advertising. W 2014 zajęli 35 miejsce na liście New Media Rockstars, Top 100 Channels.
Obecnie mieszkają ze swoimi rodzinami w Los Angeles, Rhett ze swoją żoną Jessie i dwoma synami o imionach Locke (ur. 2004) i Shepherd (ur. 2009), a Link z Christy, córką Lily (ur. 2003) i dwoma synami, Lincolnem IV (ur. 2005) i Lando (ur. 2010). Są właścicielami Mythical Entertainment, ulokowanego w Burbank.

## Good Mythical Morning
3 stycznia 2011 duet zaczął publikować poranne talk-show, „Good Morning Chia Lincoln”,  kręcone w studio w mieście Fuquay-Varina w Północnej Karolinie. Główną ozdobą programu była figurka Abrahama Lincolna, na której głowie rosły nasiona szałwii hiszpańskiej. W każdym odcinku Rhett i Link prezentowali swoje zdanie i opinie na wybrany temat, bazując na swoich doświadczeniach lub wydarzeniach z życia. Seria zakończyła się 28 lutego 2011 z powodu obumarcia większości nasion na głowie figurki.
Po przeprowadzce do Los Angeles i zakończeniu nadawania ich programu telewizyjnego, Rhett i Link zaczęli publikować talk-show o nazwie Good Mythical Morning. Pierwszy odcinek miał premierę 9 stycznia 2012. Seria ma identyczny format jak wcześniejsze show, przy czym pod koniec każdego odcinka Link kręci kołem mityczności (ang. Wheel of Mythicality), do którego zbierają sugestie od fanów. Koło decyduje, jak Rhett i Link mają zakończyć odcinek, najczęściej jest to tworzenie krótkiej, spontanicznej piosenki lub improwizowane scenki. Odcinek setny miał premierę 28 maja. Sezon pierwszy zakończył się 6 lipca 2012.
Sezon drugi rozpoczął się 6 sierpnia 2012 i zakończył 30 listopada 2012. Odcinek 200 opublikowany został 12 listopada.
W styczniu 2013 GMM wygrało w kategorii Best Variety Series w konkursie International Academy of Web Television Awards. Sezon trzeci rozpoczął się 14 stycznia 2013 i zakończył 5 kwietnia 2013.
Duet przerwał codzienny format Good Mythical Morning na rzecz nowej, eksperymentalnej serii The Mythical Show. Odcinki publikowane były w każdy czwartek, pierwszy ukazał się 25 kwietnia 2013, a ostatni 11 lipca 2013.
Po zakończeniu The Mythical Show nastąpiła kontynuacja Good Mythical Morning nagrywana w nowym studio. Pierwszy odcinek czwartego sezonu miał premierę 3 września 2013, a ostatni 20 grudnia 2013. Odcinek 300 pojawił się 8 października.
Sezon piąty rozpoczął się 8 stycznia 2014 i zakończył 4 lipca 2014. 13 marca został opublikowany 400 odcinek. 5 maja została zapoczątkowana popularna seria epizodów GMM publikowanych obecnie co miesiąc, „Will it...?”.
W sezonie szóstym pojawiło się parę gości specjalnych, takich jak Hannah Hart, Felix Kjellberg czy Daniel Radcliffe. 500 odcinek wyszedł 7 sierpnia. Pierwszy odcinek został opublikowany 14 lipca 2014, a ostatni 19 grudnia 2014.
Sezon siódmy rozpoczął się 12 stycznia 2015. 600 odcinek wyszedł 15 stycznia. Gośćmi specjalnymi byli m.in. Lindsey Stirling, Stampy Cat czy Mamrie Hart. 700 odcinek nastąpił 4 czerwca, a koniec sezonu 17 lipca 2015.
Sezon ósmy miał premierę 10 sierpnia 2015. Gościnnie pojawili się Smosh, Miranda Sings, Grace Helbig. 800 odcinek został opublikowany 12 listopada, a ostatni odcinek sezonu 25 grudnia 2015.
Sezon dziewiąty premierę miał 11 stycznia 2016. Tematem pierwszego odcinka była nowa fryzura Linka i odświeżone intro. Gośćmi specjalnymi byli m.in. Tony Hale, Hank Green, Redfoo. Odcinek 900 wyszedł 14 kwietnia. Sezon zakończył się 17 czerwca 2016.
12 kwietnia 2016 kanał Good Mythical Morning osiągnął 10 milionów subskrypcji.
Sezon dziesiąty GMM zaczął się 1 sierpnia 2016 i zakończył 23 grudnia 2016. Gościnnie można było oglądać Mamrie Hart, Grace Helbig oraz Hannah Hart. W tym sezonie Rhett, Link oraz ich ekipa celebrowali 1000 odcinek show.
Sezon 11 rozpoczął się 16 stycznia 2017.

## Rhett & Link's Buddy System
23 czerwca 2016 duo w filmie „Our New Show!” ogłosiło, że w produkcji jest ich nowe show, „Buddy System”,  który dostępny będzie na platformie YouTube Red. Opowiada ono o przygodach Rhetta i Linka w świecie, gdzie ich program Good Mythical Morning próbuje przejąć ich wspólna była dziewczyna, a teraz królowa inforeklam, Aimee Brells. Pierwszy sezon miał premierę 19 października 2016. Dostępne jest 8 odcinków, a każdy odcinek zawiera nową, oryginalną piosenkę. Planowany jest sezon drugi, nie zostały podane jednak konkretne daty ani elementy fabuły.

## Twórczość muzyczna

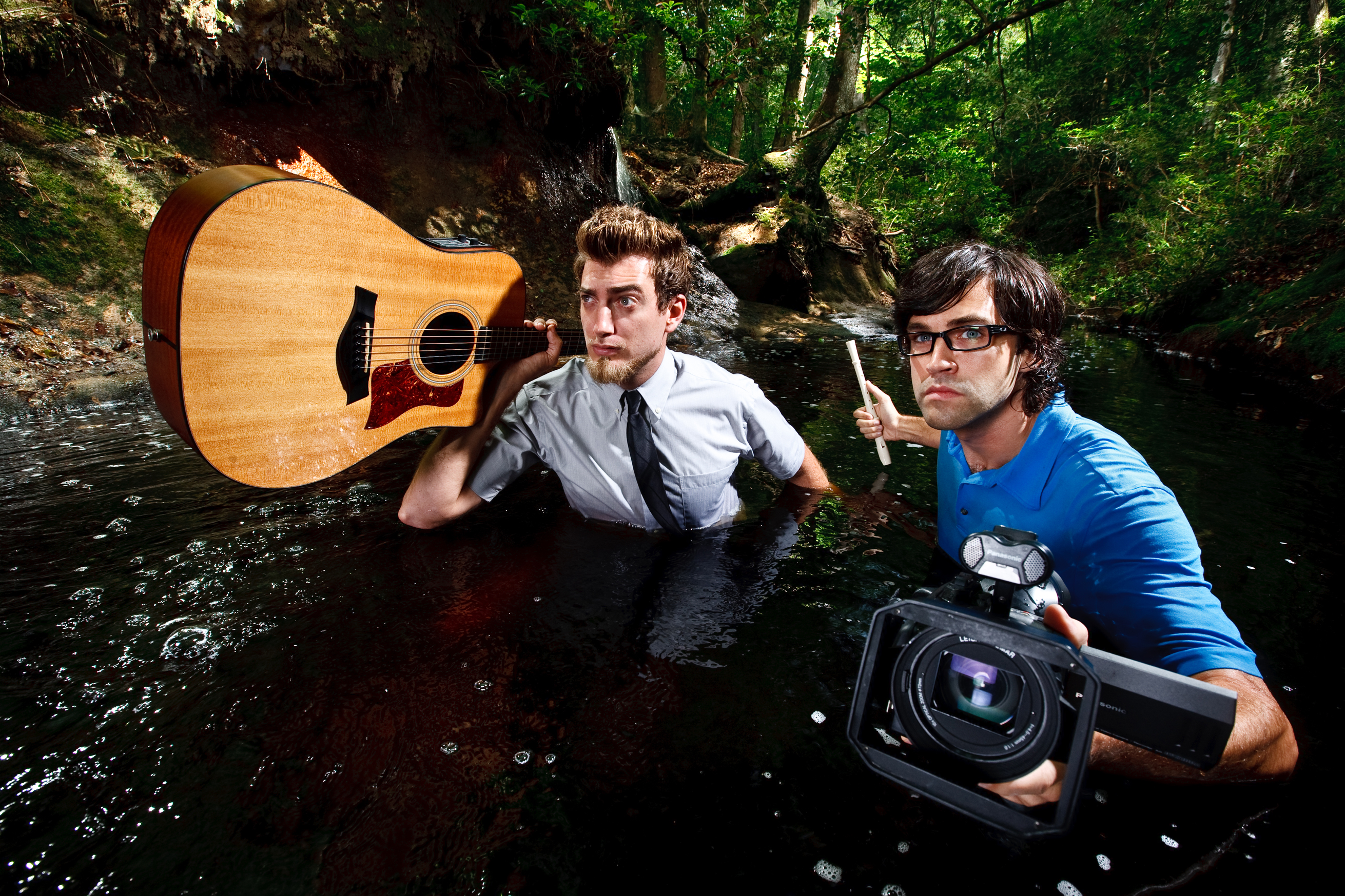
Rhett i Link w 2010 roku

Jedną z głównych działalności komicznych Rhetta i Linka jest nagrywanie muzyki i wideoklipów do niej.
W kwietniu 2007 roku Rhett i Link zajęli trzecie miejsce w konkursie TurboTax TaxRap Contest, którego jurorem był Vanilla Ice.
W lutym 2010 roku wideoklip Fast Food Folk Song zdobył pierwsze miejsce w konkursie Contest of Awesome za najlepsze komediowe nagranie filmowe roku 2009.
W grudniu 2010 roku wideoklip 2 Guys 600 Pillows znalazł się na 10. miejscu na liście List of the Top Ten of Everything magazynu Time, a w 2011 zdobył dwie nagrody Webby w kategorii: najlepszy montaż i wybór publiczności.

### Albumy[48]
- Just Mail Us the Grammy (2001, wyd. własne)
- I’m Sorry, What Was That? (Live in the Living Room) (2005, wyd. własne)
- Websongs Vol. 1 (2008, wyd. własne)
- Secret Songs (2009, wyd. własne, kolekcja piosenek dostępnych dotąd tylko dla zwycięzców konkursu Community Building Exercises[49])
- Up To This Point (2009, wyd. DFTBA Records)
- B-Sides (2009, wyd. własne)

### Single
- Epic Rap Battle – Single (2010, wyd. DFTBA Records)
- My Favorite Pillow (2010, wyd. DFTBA Records)
- Squirrel Rights – Single (2010, wyd. DFTBA Records)

## Materiały sponsorowane i reklamowanie w sieci
Pierwsze sponsorowane video Rhetta i Linka, „Cornhole Song”,  zostało stworzone dla AJJ Cornhole w 2007 roku. Od tego czasu duet integrował się z małymi firmami, takimi jak Smule (w piosence „I am a Thoughtful Guy”), czy iRESQ, oraz z dużymi, m.in. Alka-Seltzer, McDonald's, Wendy's i Cadillac. Partnerowali też General Motors jako internetowi korespondenci kampanii reklamowej IGotShotgun.com.
Latem 2008 roku nakręcili serial Alka-Seltzer Great American Road Trip – prezentację ciekawostek kulinarnych różnych miejsc USA, połączoną z reklamą Alka-Seltzera. W tym samym roku serial ten zdobył złotą nagrodę w kategorii artykuły konsumenckie w konkursie W3 Awards i nagrodę za najlepszą internetową kampanię reklamową w konkursie Buzz Awards, a w 2009 roku zdobył dwie złote nagrody w kategorii Viral Marketing and Business to Consumer website w Advertising & Design Club of Canada Awards.
W 2009 roku duet zaczął tworzyć niskobudżetowe reklamy dla małych lokalnych firm przez internetową serię „I Love Local Commercials” (pol. Kocham Lokalne Reklamy), sponsorowaną przez Microbilt. Jedna z pierwszych reklam, prezentująca sklep z meblami w Karolinie Północnej, RedHouse Furniture stała się bardzo popularna w sieci za pomocą kontrowersyjnego sloganu: „Where Black People and White People Buy Furniture” (pol. „Gdzie czarni ludzie i biali ludzie kupują meble”). Reklama Cullman Liquidation Center została uznana za najlepszą lokalną reklamę w konkursie Ad Age Viral Video Awards w 2010 roku.
W tym samym roku prezenter telewizyjny George Lopez nazwał Rhetta i Linka niekwestionowanymi mistrzami kiepskich lokalnych reklam. Ich twórczość reklamowa omawiana była w prasie poświęconej reklamom, w tym: Advertising Age i AdWeek, oraz w ogólnoamerykańskich mediach, jak: CNN, NPR, New York Times, Forbes i TMZ.
Sukces internetowej serii sprawił, że Rhett i Link otrzymali swój własny program w telewizji, Rhett & Link: Commercial Kings nadawany na IFC.
W 2009 roku wyprodukowali reklamę dla Taco Bell, „Fast Food Folk Song”. Piosenka wygrała nagrodę w kategorii Best Comic Music Video of 2009 w Contest of Awesome w 2010.
W 2010 roku stworzyli reklamę „T-shirt War” dla firmy produkującej nadruki na koszulkach, Rush T-shirts. Użyli w niej 222 koszulek, każda z oryginalnym nadrukiem. Wideo po dwóch tygodniach od premiery osiągnęło 2 miliony wyświetleń w serwisie YouTube. Po sukcesie reklamy Rhett i Link otrzymali propozycję stworzenia podobnego materiału dla McDonalds i Coca Coli. Reklama zatytułowana „T-shirt War 2” po tygodniu osiągnęła milion wyświetleń.
W tym samym roku premierę miała piosenka „2 Guys 600 pillows”,  do której teledysk był sponsorowany przez stronę SleepBetter.org. Wygrała ona w kategorii Best Editing oraz Peoples' Voice Award w konkursie Webby Awards w 2011 roku. Magazyn Time umieścił ją na liście Top-10 Talented Web Videos of 2010. Rhett i Link kontynuowali współpracę z SleepBetter.org i w 2012 ukazała się piosenka „Sleep Tight”.
W 2011 roku, jako część ich programu telewizyjnego, światło dzienne ujrzała reklama dla firmy Ojai Valley Taxidermy, której właścicielem był Chuck Testa. Zaraz po premierze została opublikowana w serwisie YouTube na oficjalnym kanale firmy. Szybko stała się popularna (obecnie ma ponad 16 milionów wyświetleń – stan na lipiec 2016). Zapoczątkowała mem „Nope! Chuck Testa”,  a magazyn Time umieścił go na liście Top 10 Memes of 2011.
Również w 2011 roku Rhett i Link stworzyli teledysk do swojej piosenki pt.: „PHOTOSHOP Song”,  sponsorowany przez firmę Canvas On Demand.
We wrześniu 2012, duet wypuścił wideo "Epic Rap Battle of Manliness” sponsorowane przez Build.com.
W październiku 2013 premierę miał film „Epic Rap Battle: Nerd vs. Geek”,  sponsorowany przez TigerDirect. Dwa miesiące później wyszła kampania zatytułowana „Get Off the Phone” we współpracy z firmą Buick.
W 2014 roku duet był przez pewien okres sponsorowany przez Gillette, zaowocowało to nowym segmentem w ich talk-show, Good Mythical Morning.
W maju 2015 powstała piosenka – reklama zatytułowana „Just Being Honest” dla Wendy's i ich nowego produktu, „Honest Tea”. Miesiąc później, w nowym segmencie Good Mythical Morning Rhett i Link udawali się w różne miejsca pracy dzięki współpracy z firmą GEICO.

## Podkast Ear Biscuits
We wrześniu 2013 rozpoczęła się nowa seria nazwana „Ear Biscuits”,  która jest dostępna na iTunes lub SoundCloud. Podkast zadebiutował na 22 miejscu na amerykańskich listach iTunes. W trakcie nagrania Rhett i Link prowadzą rozmowę z innymi dużymi twórcami YouTube'owymi, takimi jak Grace Helbig, Phillip DeFranco, Julian Smith czy Felix Kjellberg, a niektóre odcinki tylko we dwóch. W kwietniu 2016 wygrali nagrodę w kategorii Best Podcast w konkursie Shorty Awards.

### Song Biscuits
Od lutego do maja 2015 Rhett i Link prowadzili segment nazwany „Song Biscuits”. Każdego tygodnia mieli specjalnego gościa, zazwyczaj z podkastu „Ear Biscuits”,  i nagrywali z nim piosenkę o tematyce podrzuconej przez fanów. Cały album został ukończony w maju, a w sierpniu dzięki firmie Channel Frederator pięć piosenek z albumu otrzymało animację.

## Trivy
W 2015 roku Rhett i Link wraz z paroma innymi twórcami z serwisu YouTube wypuścili aplikację Trivy, obecnie dostępną na platformę iOS. Aplikacja zawiera testy dotyczące ciekawostek na temat YouTube'a.

## Wystąpienia gościnne i ważniejsze materiały
Pierwszym popularnym filmem był „Wolfpack or Tarheels?”,  opublikowany w 2006 roku na prywatnym, nieaktywnym już kanale Rhetta, w którym jego ówcześnie trzyletni syn Locke płacze nad stratą Wolfpacka i rywalizacją z Tarheelsami. Po usunięciu filmu z kanału z nieznanych przyczyn, został on ponownie wrzucony, tym razem na kanał Rhett & Link. Obecnie ma ponad pół miliona wyświetleń.
Po ukazaniu się tego filmu na stronie głównej YouTube'a i wydaniu piosenki „The Facebook Song” (przez wiele lat ich najczęściej oglądanego materiału), Rhett i Link osiągnęli stabilną pozycję w Internecie.
We wrześniu 2012 Rhett i Link opublikowali cover piosenki All Night Long Lionela Richie, którą śpiewali dosłownie całą noc, nagrywając 11 godzin materiału.
Pojawili się w każdym dotychczasowym YouTube Rewind, oprócz roku 2011.
Rhett i Link byli gośćmi trzech epizodów Epic Rap Battles of History. W 2012 roku grali braci Wright; w 2014 Rhett grał Donatella, a Link Leonarda Da Vinciego; w 2015 Rhett wystąpił jako William Clark, a Link jako Meriwether Lewis.
Są częstymi gośćmi The Fine Brothers w ich serii YouTubers React. Poświęcony jest im jeden z epizodów Kids React.

## Twórczość filmowa
W roku 2006 powstał pierwszy krótkometrażowy film Rhetta i Linka pt. One Man's Trash (pol.: Śmieć jednego człowieka) – komedia o wyrzuconej na śmieci lalce tańczącego Mikołaja. W 2007 za ten film otrzymali nagrodę za najlepszą komedię Północnej Karoliny na All-American Film Festival. Nominowany był też w: Carrboro Film Festival, Carolina Film and Video Festival, Lake County Film Festival i Southern Fried Flicks Film Festival.
W roku 2008 powstał pierwszy długometrażowy film Rhetta i Linka pt. Looking for Ms. Locklear (pol.: Poszukując Pannę Locklear) – reportaż z podróży Rhetta i Linka w celu odnalezienia swojej dawnej nauczycielki, dzięki której się poznali. Za ten film otrzymali w 2008 roku nagrody: Southern Lens Award od Publicznej Telewizji Południowej Karoliny, nagrodę publiczności na ACE Film Festival i nagrodę publiczności i drugie miejsce w kategorii film dokumentalny na Secret City Film Festival. Nominowany był też w: Real to Reel Film Festival, Landlocked Film Festival, Hot Springs Documentary Film Festival, BendFilm Festival, Asheville Film Festival i Cucalorus Film Festival.